# Namayingo (district)
Le district de Namayingo est un district du sud-est de l'Ouganda. Il se trouve au bord du lac Victoria, près de la frontière du Kenya. Sa capitale est Namayingo.

## Géographie
Ce district est traversé par l'équateur. Il comprend quelques îles du lac Victoria.

## Histoire
Ce district a été créé en 2010 par séparation de celui de Bugiri.